# Edgar Kennedy

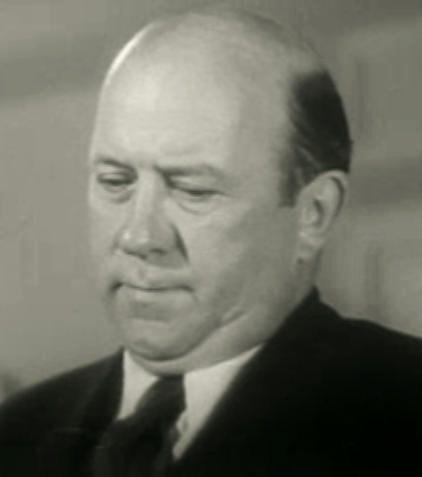
Edgar Kennedy.

Edgar Kennedy, född 26 april 1890 i Lake San Antonio, Kalifornien, död 9 november 1948 i Woodland Hills, Kalifornien, var en amerikansk skådespelare. Kennedy började filma på 1910-talet och kom att medverka i över 400 filmer, varav majoriteten var komiska kortfilmer. Han var känd för en komisk rutin där han i frustration drog sin hand över ansiktet, vilket återkommer i flera filmer han medverkar i.

## Filmografi (i urval)
- 1928 – Lev livet leende
- 1928 – Hem, kära hem
- 1928 – Trötta miljonärer
- 1928 – Helan och Halvan som bildrullar
- 1929 – Hjärtligt ovälkomna
- 1929 – En lycklig dag[3]
- 1929 – Helan och Halvan i stämning
- 1929 – Angora Love
- 1930 – Polisen ordnar allt
- 1931 – Bad Company
- 1933 – Fyra fula fiskar
- 1934 – Primadonna
- 1934 – Sjungande schejken
- 1936 – Storstaden lockar
- 1936 – San Francisco
- 1937 – Hollywood
- 1937 – Dubbelbröllop
- 1937 – Kunna dessa ögon ljuga?
- 1939 – Jag svär vid mina ögon
- 1943 – Mörklagt hela da'n
- 1944 – Det hände i morgon
- 1947 – Åh, en sån onsdag
- 1948 – Otrogen u.p.a.
- 1949 – Jazzflickan